# L'Abergement-Clémenciat
L'Abergement-Clémenciat és un municipi francès, situat al departament de l'Ain i a la regió d'Alvèrnia-Roine-Alps.